# Knýtlinga saga

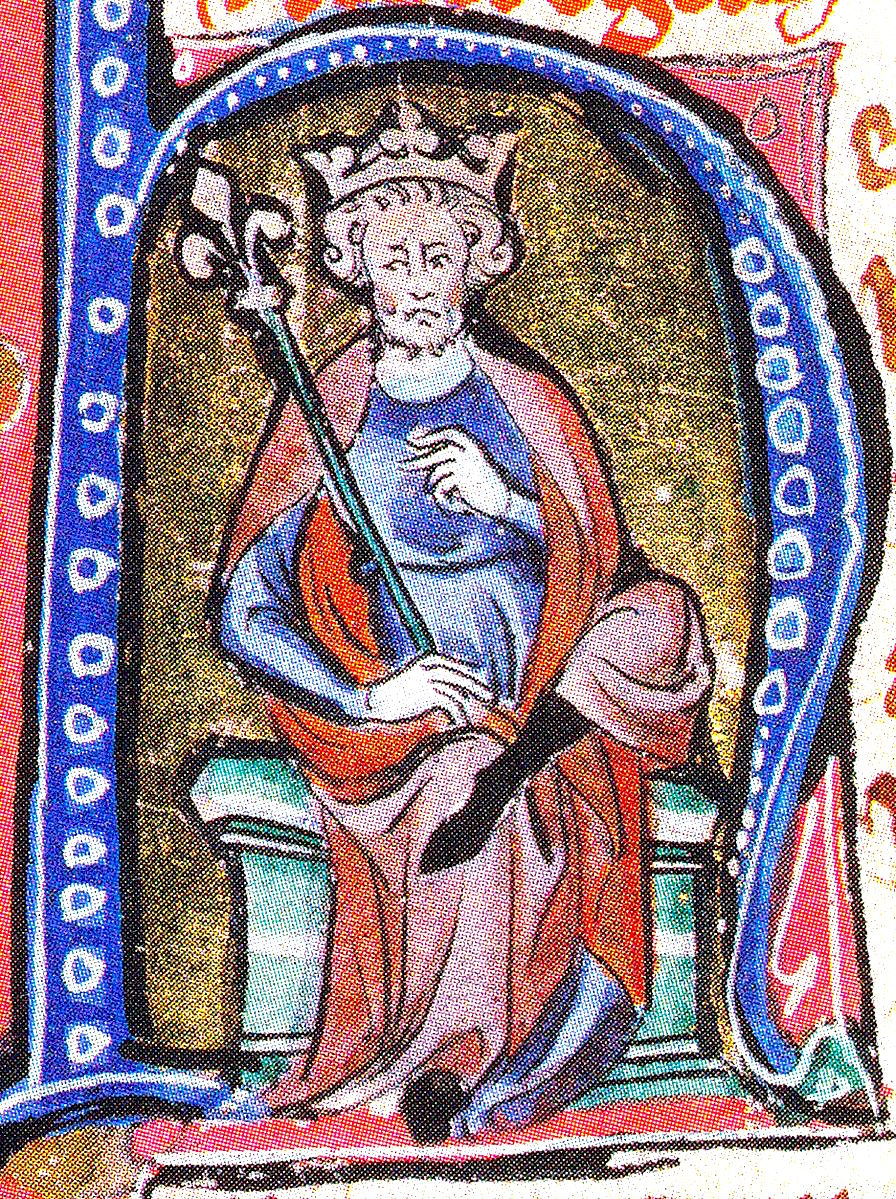
Abbildung von Knut dem Großen

Die Knýtlinga saga (urspr. Ævi Danakonunga oder Sögur Danakonunga was Leben/Sage der dänischen Könige bedeutet) ist die Sage über König Knut den Großen und seine Nachkommen. Sie wurde um 1260 in Island geschrieben und handelt von den dänischen Herrschern von Harald I. von Dänemark (10. Jahrhundert) bis 1187. Sie ist eine der Quellen, die unter anderem die Schlacht von Assandun erwähnt.
Das Werk schließt an die Heimskringla (Weltkreis) an, das mittelalterliche Werk des Snorri Sturlusons über die norwegischen Könige. Wie Snorri nutzt der Autor häufig die skaldische Poesie als dokumentarische Quelle. Es gibt Gründe anzunehmen, dass der Autor Ólafr Þórðarson († 1259) Snorris Neffe war. Ólafr hielt sich zwischen 1237 und 1240 für einige Zeit bei dem dänischen Herrscher Waldemar II. Sejr (1202–1241) auf, dem er viele Informationen und hervorragenden Berichten verdankte.

## Übersetzungen
- Die Geschichte von den Dänenkönigen. In:  Die Geschichte von den Orkaden, Dänemark und der Jomsburg. Übersetzt von Walter Baetke. Jena: Eugen Diederichs Verlag, 1924 (Sammlung Thule. Altnordische Dichtung und Prosa. Band Nr. 2/19). S. 221–392. ZDB-ID 516164-2.